# أجودان أباد
أجودان‌ أباد هي قرية في مقاطعة كليبر، إيران. عدد سكان هذه القرية هو 554 في سنة 2006.